# Bombus pensylvanicus
Bombus pensylvanicus is een vliesvleugelig insect uit de familie bijen en hommels (Apidae). De wetenschappelijke naam van de soort is voor het eerst geldig gepubliceerd in 1773 door De Geer.
De soort komt alleen voor in de Verenigde Staten en wordt daar ernstig bedreigd. In acht staten is ze zelfs nagenoeg verdwenen.